# Patrick (Karolina Południowa)
Patrick – miasto w Stanach Zjednoczonych, w stanie Karolina Południowa, w hrabstwie Chesterfield.